# Гольдбергер, Мервин Леонард
Мервин Леонард Гольдбергер (англ. Marvin Leonard Goldberger; 22 октября 1922, Чикаго — 26 ноября 2014) — американский физик-теоретик, член Национальной академии наук (1963). Президент Калтеха в 1978–1987 гг.
Родился в семье еврейских иммигрантов из Венгрии Джозефа Голдбергера (1876—1952) и Милдред Седвиц (1887—1957). В 1950—1957 годах работал в Чикагском университете (с 1955 года — профессор). С 1957 по 1977 год профессор Принстонского университета. Президент Калтеха в 1978–1987 гг. В 1987—1991 годах директор Института перспективных исследований в Принстоне. Подписал «Предупреждение учёных человечеству» (1992).
Работы по ядерной физике, теории столкновений, квантовой теории поля, теории элементарных частиц, физике высоких энергий. В 1948 году развил теорию взаимодействия нейтронов с энергией ~100 МэВ с тяжелыми ядрами.
В 1954 году совместно с М.Гелл-Манном и В.Тиррингом разработал метод дисперсионных соотношений в квантовой теории поля, в 1953 году совместно с Гелл-Манном — одну из формулировок формальной теории рассеяния.
С Тиррингом исследовал рассеяние мезонов на нуклонах в предельном случае малой энергии мезонов, с Гелл-Манном сформулировал общую теорему для мезонных процессов с полным изменением импульса. Независимо от других в 1957 году ввёл соотношение, называемое «кроссинг-симметрией». Развил теорию ядерных реакций при высоких энергиях на основе метода Монте-Карло.
Жена — Милдред Шарлотта Гинзбург. Сыновья — Сэмюэл Мэтью Голдбергер (психолог) и Джоэл Сидни Голдбергер.
Лауреат премии Дэнни Хайнемана в области математической физики (1961).